# Calliphora genarum
Calliphora genarum – gatunek muchówki z rodziny plujkowatych.
Muchówka o ciele długości od 6,5 do 10 mm. Barwa oskórka na płytce skroniowej jest czarna lub kasztanowa, a sama płytka jest gęsto, srebrno oprószona. Czułki o pierwszym członie biczyka dużym i czarnym i ariście z wierzchu owłosionej krótko a od spodu bardzo krótko. Na silnie wypukłej potylicy osadzone są czarne szczecinki. Charakterystyczną cechą w obrębie rodzaju, dzieloną tylko z C. stelviana, są całkowicie białe przezmianki. Na tułowiu szeroki nieprzyprószony pas położony między przedszwowymi szczecinkami środkowymi grzbietu sięga zwykle za szew poprzeczny. Występują po dwie szczecinki zabarkowe i 3 pary szczecinek tarczkowych brzeżnych. Pośrodku tylnego brzegu trzeciego tergitu odwłoka obecne silne szczecinki terminalne, zwykle dłuższe niż połowa długości tych na tergicie czwartym. Szczecinki terminalne na tylnym brzegu piątego tergitu u samca są słabe i niewyraźne. Narządy rozrodcze samca o zaokrąglonych szczytach umiarkowanie szerokich surstyli, z ząbkowaną dystalną częścią parafallusa i wyraźnym wyrostkiem brzusznym na hypophallusie.
Owad holarktyczny. W Ameryce Północnej występuje od Alaski przez Jukon, Terytoria Północno-Zachodnie i Manitobę po Quebec i Labrador. W Europie podawany z Niemiec, Szwajcarii, Austrii, Norwegii, Finlandii, Szwecji i północno-zachodniej Rosji. Notowany także w Polsce. W Azji zasiedla północną Syberię, Kirgistan, Mongolię Wewnętrzną i palearktyczny Daleki Wschód.